# السياحة في ميلانو
تعد مدينة ميلانو الإيطالية واحدة من الوجهات السياحية العالمية، فهي ضمن أكثر أربعين مدينة زيارة في العالم، وتحتل المرتبة الثانية في إيطاليا بعد روما، والخامسة في أوروبا والسادسة عشرة في العالم. يُشكل الأوروبيون 56% من الزوار الدوليين إلى ميلانو، و44% من سياح المدينة إيطاليون، و56% من الخارج. الأسواق الأكثر أهمية في الاتحاد الأوروبي هي المملكة المتحدة (16%)، وألمانيا (9%)، وفرنسا (6%). معظم الزوار القادمين من الولايات المتحدة إلى المدينة يذهبون لأسباب تجارية، في حين أن السياح الصينيين واليابانيين يستحوذون أكثر على قطاع الترفيه.
تتميز المدينة بالعديد من مناطق الجذب السياحي الشهيرة، مثل كاتدرائية ميلانو وساحة بيازا ديل دومو وأوبرا لا سكالا وملعب سان سيرو وغاليريا فيتوريو إيمانويل الثاني وقلعة سفورزيسكو وبيناكوتيكا دي بريرا وشارع مونتينابوليوني وكاتدرائية سانت أمبروجيو ونافيجلي ومنطقة بريرا. تعد كاتدرائية ميلانو الوجهة السياحية الأكثر شعبية في المدينة. تمتلك ميلانو وفرة من المتاحف، تتراوح من العلوم والصناعة إلى الآثار والفن.
تحتوي المدينة أيضاً على العديد من الفنادق، بما في ذلك فندق تاون هاوس غاليريا الفاخر للغاية، وهو أول فندق من فئة سبع نجوم في العالم وفقاً لشركة سوسيتيه جنرال دي سيرفيلانس (ومع ذلك، فهو فندق فاخر من فئة خمس نجوم وفقاً لقانون الولاية) وأحد الفنادق الرائدة في العالم. يبلغ متوسط إقامة السائح في المدينة 3.43 ليلة، بينما يبقى الأجانب لفترات أطول، حيث يقضي 77% منهم ما بين 2 إلى 5 ليالٍ في المتوسط. تُعَد ميلانو واحدة من أهم مراكز النقل في إيطاليا وجنوب أوروبا. ومحطة السكك الحديدية المركزية بها هي الثانية في إيطاليا، بعد محطة روما تيرميني للسكك الحديدية، والثامنة في أوروبا من حيث الازدحام. تخدم مطارات مالبينسا وليناتي وأوريو آل سيريو منطقة ميلانو الكبرى، أكبر منطقة حضرية في إيطاليا.